# Campeonato Mundial de Tiro al Blanco Móvil de 2022
El XII Campeonato Mundial de Tiro al Blanco Móvil se celebró en Châteauroux (Francia) entre el 2 y el 9 de agosto de 2022 bajo la organización de la Federación Internacional de Tiro Deportivo (ISSF) y la Federación Francesa de Tiro Deportivo.
Originalmente el campeonato iba a ser realizado en 2020, pero debido a la pandemia de COVID-19 el evento fue pospuesto.

## Resultados

### Masculino
| Evento                            | Oro                                  | Plata                               | Bronce                               |
| --------------------------------- | ------------------------------------ | ----------------------------------- | ------------------------------------ |
| Blanco móvil 50 m (04.08)         | Ihor Kizyma · Ucrania · 591          | Emil Martinsson · Suecia · 590      | József Sike · Hungría · 589          |
| Blanco móvil mixto 50 m (05.08)   | Emil Martinsson · Suecia · 391 (+20) | Jesper Nyberg · Suecia · 391 (+18)  | Ihor Kizyma · Ucrania · 390          |
| Blanco móvil 10 m (08.08)         | Emil Martinsson · Suecia ·           | Ihor Kizyma · Ucrania ·             | Łukasz Czapla · Polonia ·            |
| Blanco móvil 10 m (equipos)       | Suecia · 1682                        | Hungría · 1675                      | Finlandia · 1672                     |
| Blanco móvil mixto 10 m (09.08)   | Ihor Kizyma · Ucrania · 388          | Denys Babliuk · Ucrania · 383 (+17) | Emil Martinsson · Suecia · 383 (+16) |
| Blanco móvil mixto 10 m (equipos) | Suecia · 1138                        | Corea del Sur 1124                  | Finlandia · 1115                     |

### Femenino
| Evento                          | Oro                              | Plata                             | Bronce                        |
| ------------------------------- | -------------------------------- | --------------------------------- | ----------------------------- |
| Blanco móvil 10 m (08.08)       | Viktoriya Rybovalova · Ucrania · | Galina Avramenko · Ucrania ·      | Lilit Mkrtchian Armenia       |
| Blanco móvil mixto 10 m (09.08) | Galina Avramenko · Ucrania · 372 | Nourma Try Indriani Indonesia 371 | Arusiak Grigorian Armenia 367 |

## Medallero
| Núm. | País          | Oro | Plata | Bronce | Total |
| ---- | ------------- | --- | ----- | ------ | ----- |
| 1    | Ucrania       | 4   | 3     | 1      | 8     |
| 2    | Suecia        | 4   | 2     | 1      | 7     |
| 3    | Hungría       | 0   | 1     | 1      | 2     |
| 4    | Corea del Sur | 0   | 1     | 0      | 1     |
| 4    | Indonesia     | 0   | 1     | 0      | 1     |
| 6    | Armenia       | 0   | 0     | 2      | 2     |
| 6    | Finlandia     | 0   | 0     | 2      | 2     |
| 8    | Polonia       | 0   | 0     | 1      | 1     |
|      | TOTAL         | 8   | 8     | 8      | 24    |